# Métrica de Helly
En teoría de juegos, la métrica de Helly es utilizada para evaluar la distancia entre dos estretegias. Debe su nombre al matemático austríaco Eduard Helly.
Considerado un juego {\displaystyle \Gamma =\left\langle {\mathfrak {X}},{\mathfrak {Y}},H\right\rangle } entre los jugadores 1 y 2. Aquí, {\displaystyle {\mathfrak {X}}} and {\displaystyle {\mathfrak {Y}}} son los conjuntos de estrategia pura para los jugadores 1 y 2 respectivamente; mientras que {\displaystyle H=H(\cdot ,\cdot )} es la función de pago.
Dicho de otra manera, si el jugador 1 juega {\displaystyle x\in {\mathfrak {X}}} y el jugador 2 juega {\displaystyle y\in {\mathfrak {Y}}}, entonces el jugador 1 paga {\displaystyle H(x,y)} al jugador 2.
La métrica de Helly {\displaystyle \rho (x_{1},x_{2})} se define como
{\displaystyle \rho (x_{1},x_{2})=\sup _{y\in {\mathfrak {Y}}}\left|H(x_{1},y)-H(x_{2},y)\right|.}
La métrica así definida es simétrica, reflexiva, y satisface la desigualdad triangular.
La métrica de Helly mide distancias entre estrategias, no en términos de diferencias entre las estrategias mismas, si no en términos de las consecuencias de las estrategias. Dos estrategias son distantes si sus pagos son diferentes. Nótese que {\displaystyle \rho (x_{1},x_{2})=0} no incluye {\displaystyle x_{1}=x_{2}}, pero sí incluye que las consecuencias de {\displaystyle x_{1}} y {\displaystyle x_{2}} son idénticas; y de hecho esto induce una relación de equivalencia.
Si uno estipula que {\displaystyle \rho (x_{1},x_{2})=0} implica {\displaystyle x_{1}=x_{2}}, entonces la topología así inducida es llamada topología natural.
La métrica en el espacio de las estrategias del jugador 2 son análogas:
{\displaystyle \rho (y_{1},y_{2})=\sup _{x\in {\mathfrak {X}}}\left|H(x,y_{1})-H(x,y_{2})\right|.}
Nótese que {\displaystyle \Gamma } define dos métricas de Helly: una para cada espacio de estrategia de cada jugador.

## Compacidad condicional
Notación (definición de una {\displaystyle \epsilon }-net). Un conjunto {\displaystyle X_{\epsilon }} es una {\displaystyle \epsilon }-net en el espacio {\displaystyle X} con métrica {\displaystyle \rho } si para cada {\displaystyle x\in X} existe una {\displaystyle x_{\epsilon }\in X_{\epsilon }} con {\displaystyle \rho (x,x_{\epsilon })<\epsilon }.
Un espacio métrico {\displaystyle P} es condicionalmente compacto si para cada {\displaystyle \epsilon >0} existe un {\displaystyle \epsilon }-net finito en {\displaystyle P}.
Un juego que es condicionalmente compacto en la métrica de Helly tiene una estrategia de {\displaystyle \epsilon } óptima para cada {\displaystyle \epsilon >0}.

## Otros resultados
Si el espacio de estrategias para un jugador es condicionalmente compacto, entonces el espacio de estrategias para el otro jugador es condicionalmente compacto (en su métrica de Helly).